# Jezioro Przemęckie Zachodnie
Jezioro Przemęckie Zachodnie – jezioro na Pojezierzu Sławskim, na obszarze Przemęckiego Parku Krajobrazowego; na terenie dwóch gmin – Przemęt (powiat wolsztyński) i Wijewo (powiat leszczyński) w województwie wielkopolskim.

## Charakterystyka
Zwyczajowo jezioro dzielone jest na dwa plosa: Wieleńskie w części północnej (gmina Przemęt) i Trzytoniowe w części południowej (gmina Wijewo). Jezioro Przemęckie Zachodnie jest jeziorem przepływowym, położonym w zlewni Młynówki Kaszczorskiej. Ciek dopływa z południowego wschodu od strony jeziora Brenno, odpływa z krańca północnego ku zachodowi. Odpływ jest regulowany na jazie poniżej jeziora. Jezioro znajduje się na trasie liczącego 37 kilometrów Szlaku Konwaliowego.